# Sprechanlage

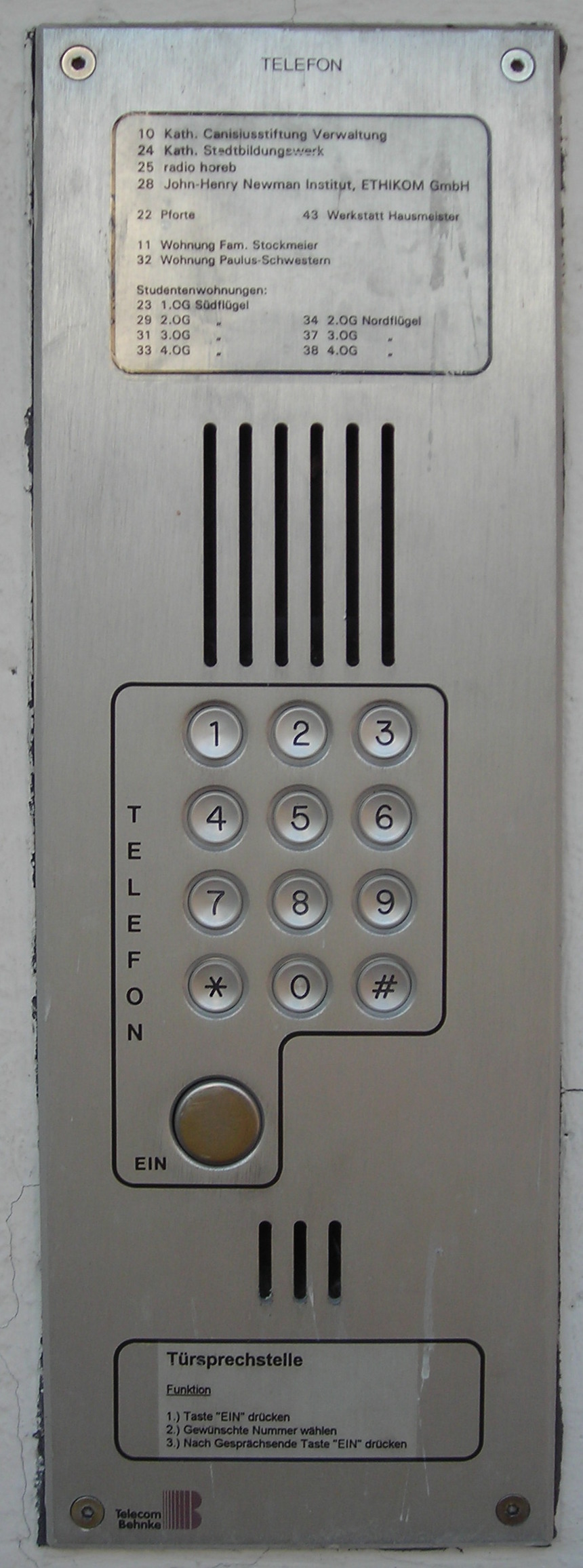
Türsprechstelle einer Sprechanlage mit Auswahl des Gesprächspartners

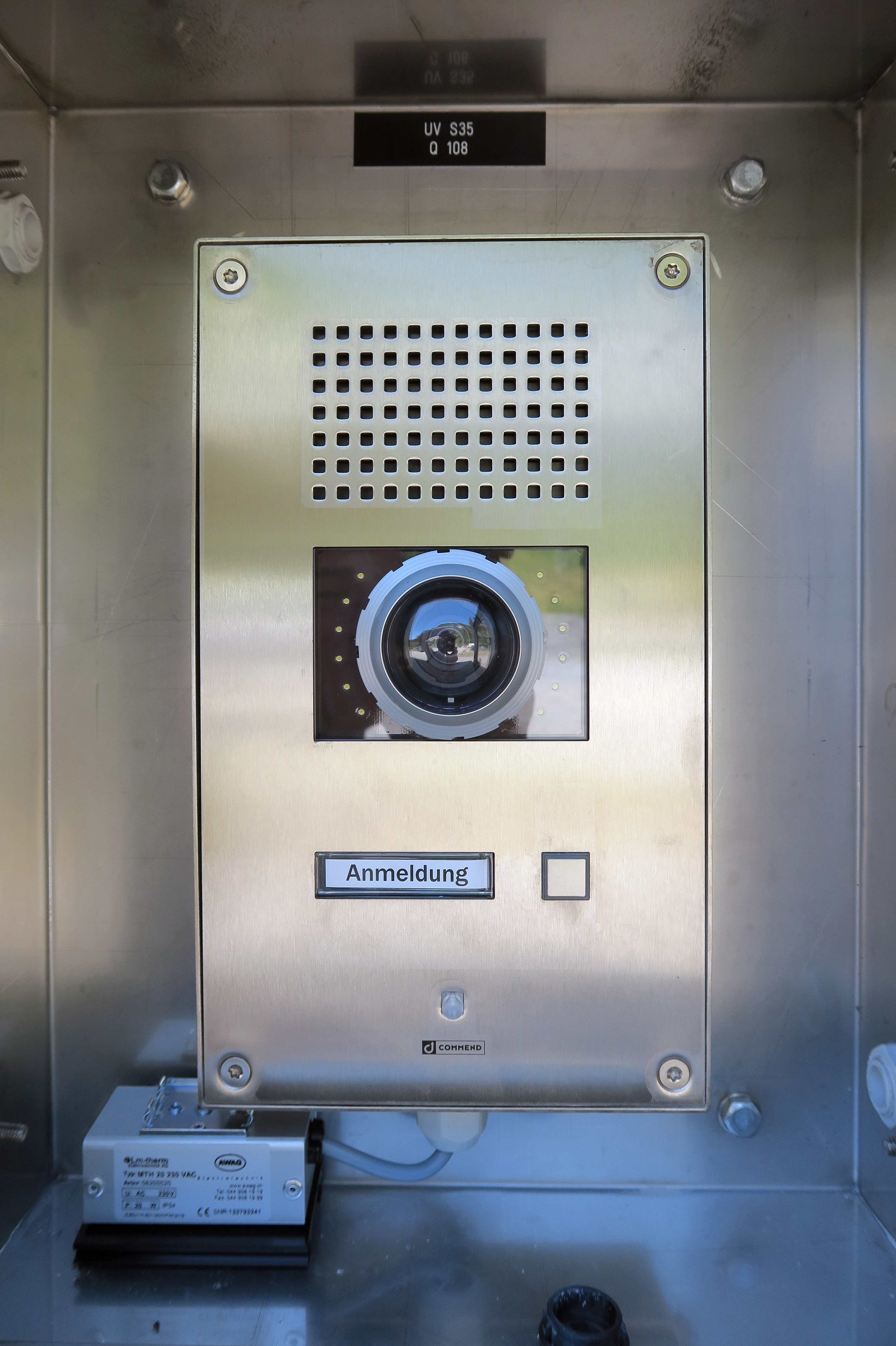
Sprechanlage mit Kamera

Eine Sprechanlage, auch Intercom (von lat. Inter zwischen und lat. communicare kommunizieren) genannt, ist ein Kommunikationsmittel zur Übermittlung von Sprache mittels elektrischer Signale – ähnlich dem Telefon. Es wird vor allem zur internen Kommunikation in sicherheitsrelevanten Bereichen eingesetzt. Für die Sprechverbindung muss kein Hörer abgenommen werden; die Kommunikation erfolgt wie bei einer Freisprecheinrichtung „lautsprechend“. Deshalb wird die Sprechanlage oft eingesetzt, um eine unabhängige zusätzliche Gesprächsebene zu schaffen.
Sprechanlagen bestehen im Allgemeinen wie Telefonanlagen aus einer Zentraleinrichtung, an die mehrere Endgeräte, in diesem Fall die Sprechstellen, angeschlossen sind. Es gibt aber auch dezentrale Systeme, die ohne Zentraleinrichtung auskommen.

## Geschichte
Der Ursprung der Sprechanlage liegt in Skandinavien. Dort wurde sie ursprünglich für die Bürokommunikation entwickelt, da die dortige Post in den 1930er-Jahren auch auf innerbetriebliche (interne) Telefongespräche Gebühren erhob. Die Entwicklung der Sprechanlagen war im Grunde der Versuch, ein günstigeres internes Kommunikationsmittel zu schaffen.
Für den Hausgebrauch wurden jedoch schon früher Sprechanlagen entwickelt: Dem Dresdner Journal im Königlich Sächsischen Staatsanzeiger ist zu entnehmen, bereits 1890 wurde in der Arbeitsanstalt von Dresden der Unterhalt einer Klingel- und Sprechanlage genehmigt.
Im Jahr 1899 brachte das Berliner Unternehmen Paul Haudegen & Co. ihr drei Zimmer und Küche verbindendes Sprechsystem auf den Markt. Unter der Nr. 146763 der Telephon-Fabrik Actiengesellschaft, vormals Joseph Berliner in Hannover, patentierte das Kaiserliche Patentamt die erste „Linienwählschaltung zum Lautsprechen“. 1919 folgte die erste Sprechanlage des Unternehmens S. Siedle und Söhne. Die Sprechanlagen von damals waren jedoch eher Rufanlagen und nicht das, was man heute unter diesem Begriff versteht.
Die erste „moderne“ Sprechanlage wurde 1935 vom Unternehmen AB Gylling auf den deutschen Markt gebracht. Die Anlage wurde oft als „Hundehüttchenmodell“ bezeichnet und bestand zu großen Teilen aus Telefontechnik.
Bei Wechselsprechanlagen kann immer nur ein Teilnehmer sprechen (der dazu auf seine Richtung umschalten muss), bei Gegensprechanlagen beide gleichzeitig (wie am Telefon).
Das größte Problem beim Gegensprechen ist der Lautstärkeverlust. Bis 1951 galt ein Gegensprechen ohne Lautstärkeverlust als nicht möglich. Ingenieure experimentierten mit Lautstärkeregelungen über Glimmstrecken, Dämpfungskästen und mit dem automatischen Sprechrichtungswechsel mittels Frequenzverschiebung.
In Herbert Petzoldts Buch „Gegen- und Wechselsprechanlagen“ von 1952 werden erstmals sprachgesteuerte Anlagen erwähnt. Sprachgesteuert bedeutet hier, dass kein gleichzeitiges Hören und Sprechen (wie zum Beispiel beim Telefon) möglich ist, sondern immer nur eine Sprachrichtung freigeschaltet wird. Die Schaltung der Sprachrichtung wird von einer Sprachwaage gesteuert. Diese erkennt automatisch, wer gerade spricht und schaltet den Kanal vom Sprecher zum Hörer frei. Reden beide gleichzeitig, wird der Lautere zum Sprecher und der Leisere kann nur hören.
Es gab in dieser Epoche zahlreiche Sprechanlagenhersteller, die die Anlagen in unterschiedliche Richtungen weiterentwickelten. Aus diesen Entwicklungsrichtungen resultierte laut Peter Kerger eine Aufteilung in verschiedenen Branchen:
- Bürosprechanlagen
- Industriesprechanlagen
- Krankenhauskommunikation
- Heim/Haussprechtechnik

Der Ericsson-Konzern war der erste, der 1956 eine elektronische Gesprächssteuerung in eine Vermittlungszentrale einbaute. Dadurch konnten Mikrofon und Lautsprecher der Sprechstelle erstmals in einem gemeinsamen Gehäuse untergebracht werden. Kurz darauf stellte Philips die erste vollelektronische dezentrale Anlage mit Parallelverkabelung vor.
Seitdem haben sich die Sprechanlagen weiterentwickelt und werden nun weit über ihre ursprünglichen Funktionen hinaus eingesetzt. Die Entwicklung der Sprechanlage war der des Telefons zeitweise voraus. So wurden zum Beispiel integrierte Schaltkreise und Mikroprozessoren in Sprechanlagen wesentlich früher als bei den Telefonen eingesetzt. Einige der heute bei Telefonen eingeführten Funktionen sind bei Sprechanlagen seit Jahrzehnten Standard.
Moderne IP-basierende Sprechanlagensysteme können nicht nur Sprache, sondern auch Daten und Informationen transportieren und komplizierte Steuermechanismen (zum Beispiel an Sicherheitsleitständen) ausführen.

## Moderne Sprechanlagen

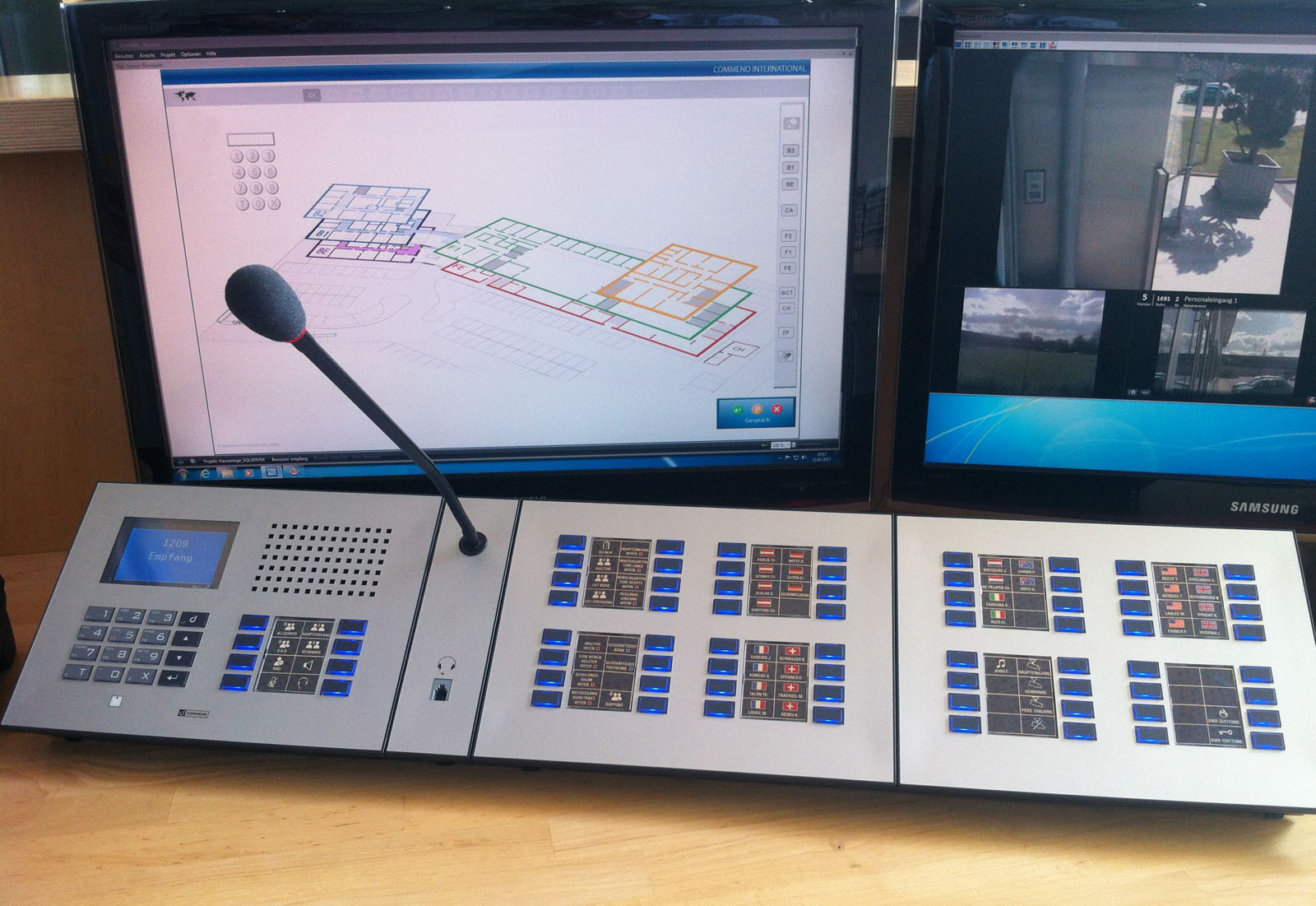
Leitstand einer Sprechanlage mit Zielwahltasten für die Auswahl von Gesprächspartnern oder zum Steuern von Kontakten wie Türen und Kameras

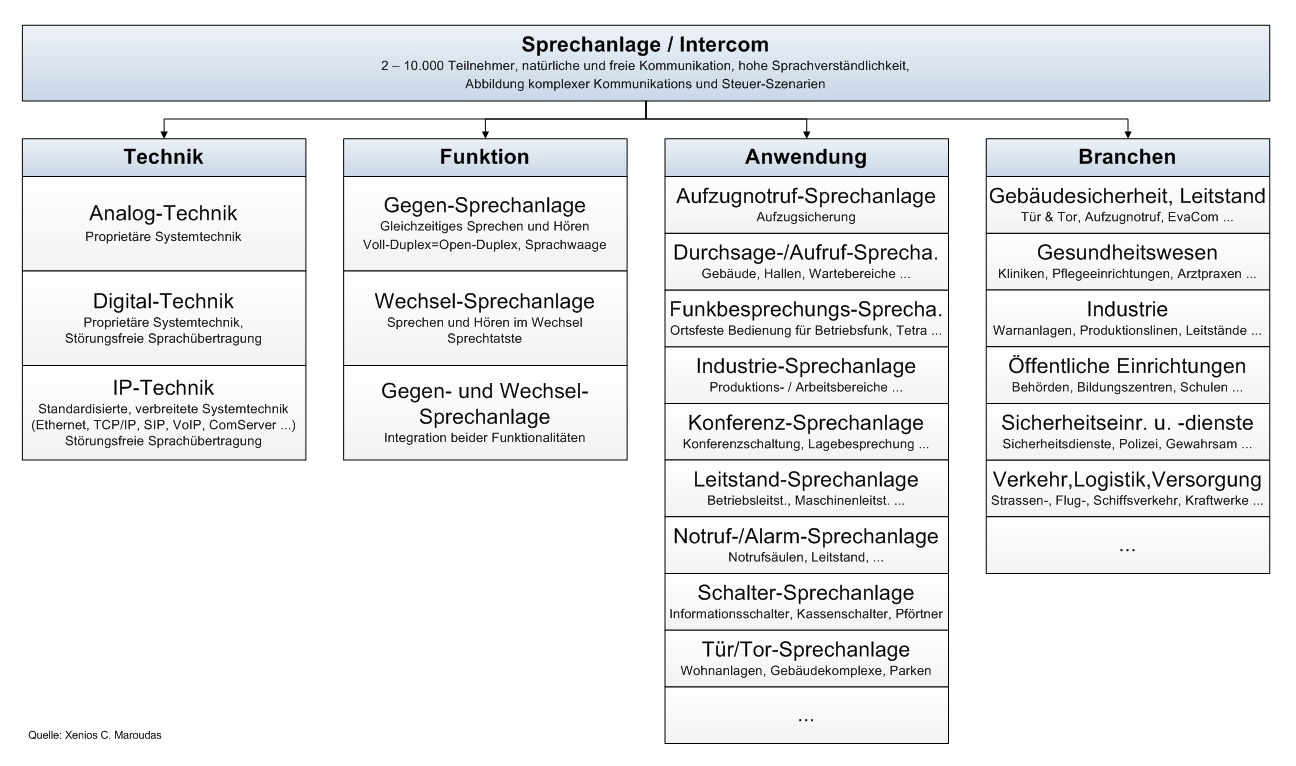
Kategorisierung von Sprechanlagen nach verschiedenen Merkmalen

Schaltzeichen in Elektro-Bauplänen.

Moderne Sprechanlagen (zum Beispiel Reinraum-, Industrie-, Notrufsprechstellen) können mit Vollduplex und DSP-Unterstützung (für leise Umgebungen) oder mit einer Sprachwaage (für laute, schwierige Umgebungen) betrieben werden. Die Verbindung zu den Sprechstellen erfolgt über Kupferkabel, Lichtwellenleiter, IP-Netze oder drahtlos per Funk. Sprechverbindung unter Wasser, z. B. zwischen Einsatztauchern und der Leitstelle, können entweder kabelgebunden oder drahtlos über Ultraschall erfolgen.
Da Sprechanlagen heute oft in Leitständen sicherheitsrelevanter Bereiche eingesetzt werden, bieten IP-basierende Anlagen in der Regel viele verschiedene Schnittstellen zu anderen Systemen wie zum Beispiel Video, ELA, Telefon, Funk, Personensuchanlagen, PCs, Personennotsignalanlagen und Gebäudemanagementsystemen.
Des Weiteren wird in der Veranstaltungstechnik oft ein als „Intercom“ bezeichnetes Gegensprechsystem eingesetzt, welches die Kommunikation zwischen den einzelnen Bereichen unterstützt. Die Intercom besteht meist aus mehreren, über XLR-Kabel verbundenen und mit Headsets ausgestatteten Sendeempfängern, sogenannten „Beltpacks“. Ein Beltpack verfügt für gewöhnlich über eine Ruffunktion, die dem Klingeln eines Telefons gleichkommt, sowie über eine Gegensprechfunktion, welche in erster Linie genutzt wird.
Ein weiterer Einsatzbereich ist die Kommunikation zwecks Zusammenarbeit von Flugzeugbesatzungen, dies insbesondere bei Flugzeugen mit mehreren und nicht nur im Cockpitbereich arbeitenden Besatzungsmitgliedern, wie es bei Kampfflugzeugen und Bombern speziell im Zweiten Weltkrieg der Fall war.
Für Motorradfahrer eignet sich der Einsatz spezieller Motorrad-Gegensprechanlagen.
Sprechanlagen sind nicht barrierefrei: Schwerhörige und gehörlose Menschen, die auf das Lippenlesen angewiesen sind, können solche Anlagen nicht bedienen.